# Natural Bridges National Monument
Le Natural Bridges National Monument (en français, monument national des National Bridges) est une zone naturelle de 31 km2 classée parmi les monuments nationaux américains. Elle est située près de Blanding dans le sud-est de l'Utah, dans l'ouest des États-Unis. S'y trouvent trois arches naturelles remarquables, dont deux se classent parmi les vingt plus grandes arches naturelles au monde. Elles portent des noms hopi : Kachina Bridge, Owachomo Bridge et Sipapu Bridge. Ces ponts sont formés par l'érosion du grès de la Cedar Mesa Sandstone, l'écoulement de l'eau formant un canyon et de temps à autre, une langue de roche reste qui joint les deux côtés.
Les ponts ont été publiés en 1904 dans le National Geographic Magazine et la zone a été ajoutée aux monuments nationaux américains en 1908 par le président des États-Unis Theodore Roosevelt. Le monument naturel est administré par le National Park Service et est une enclave dans le Bears Ears National Monument.

### Owachomo Bridge

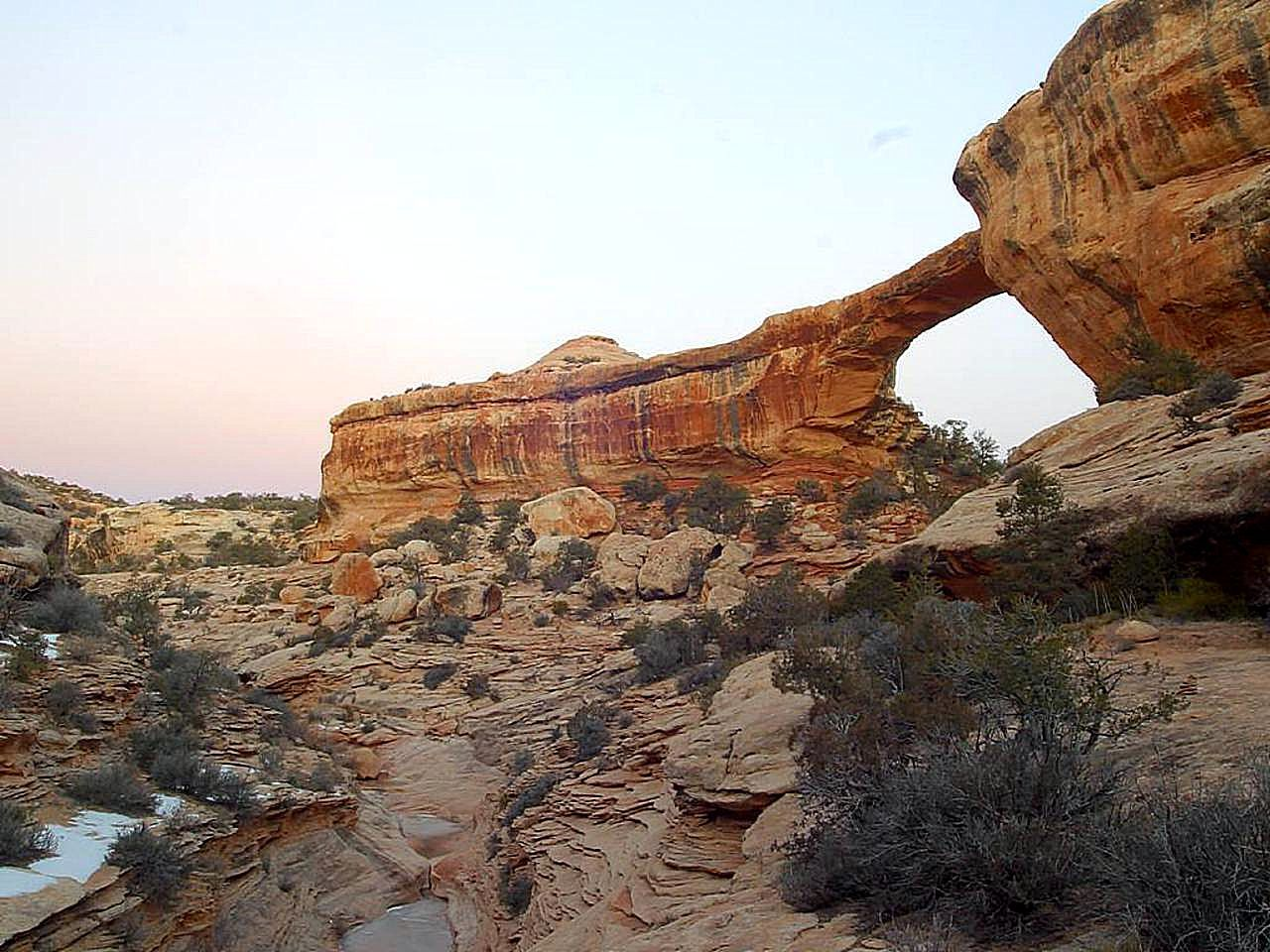
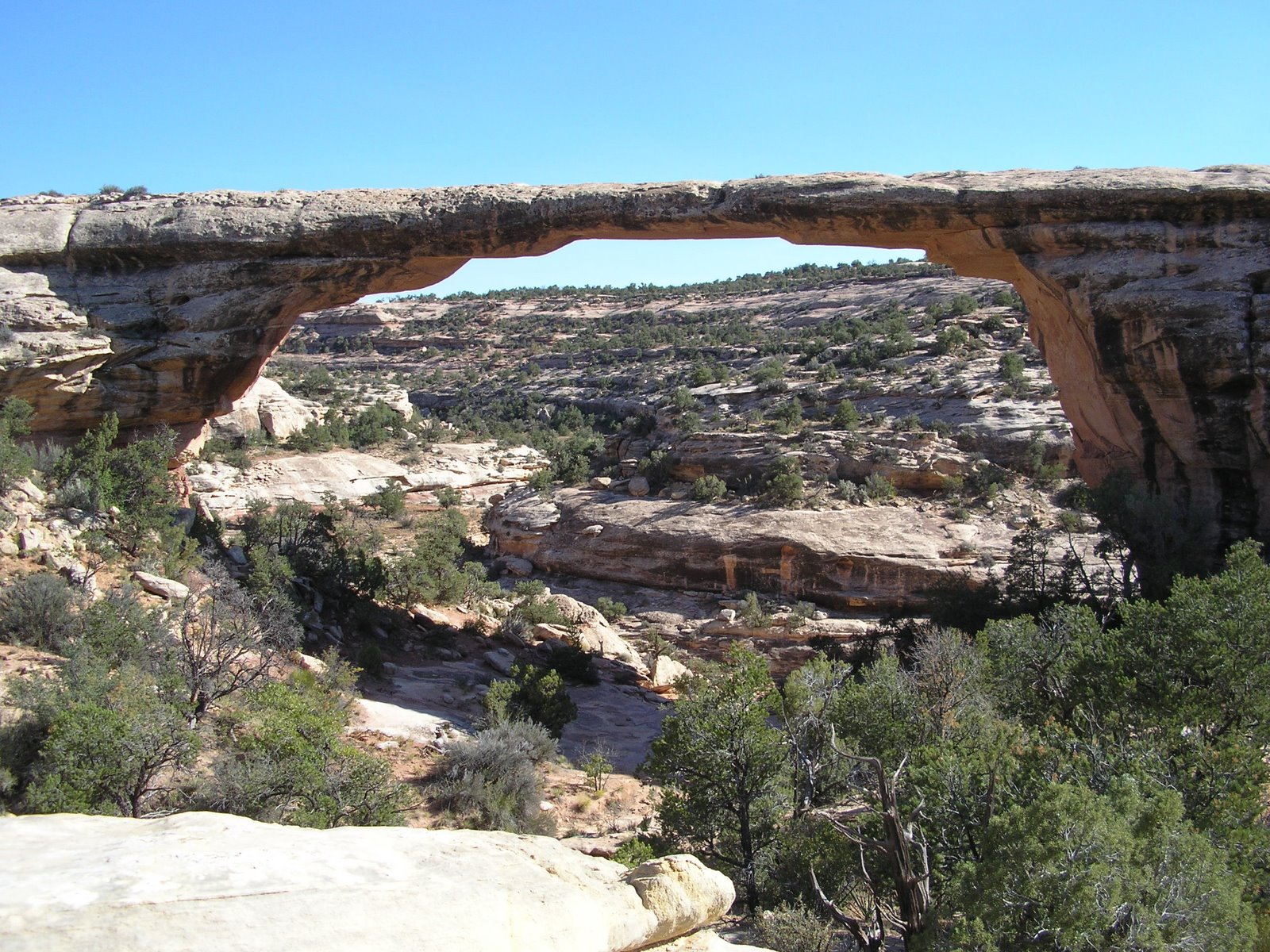
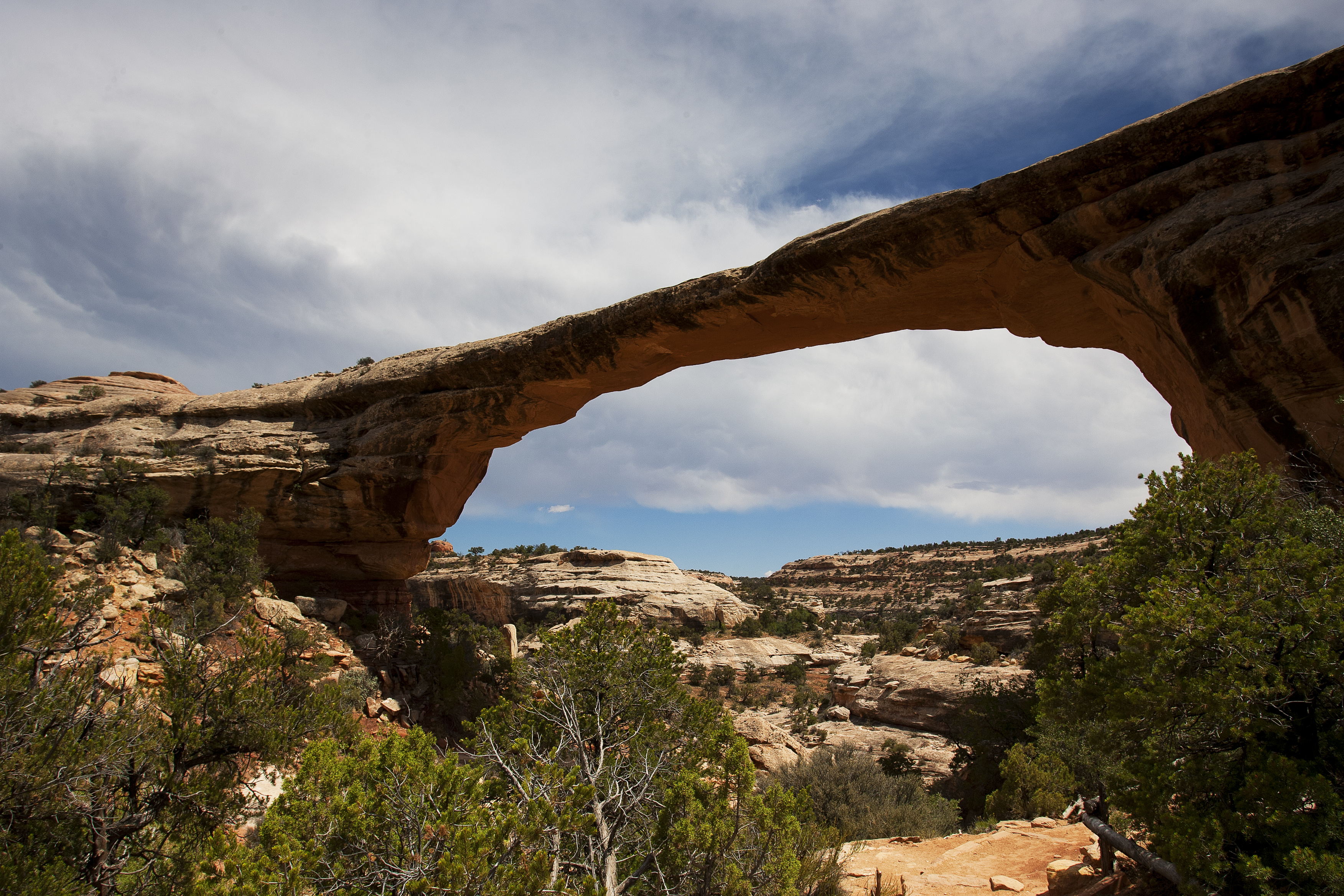
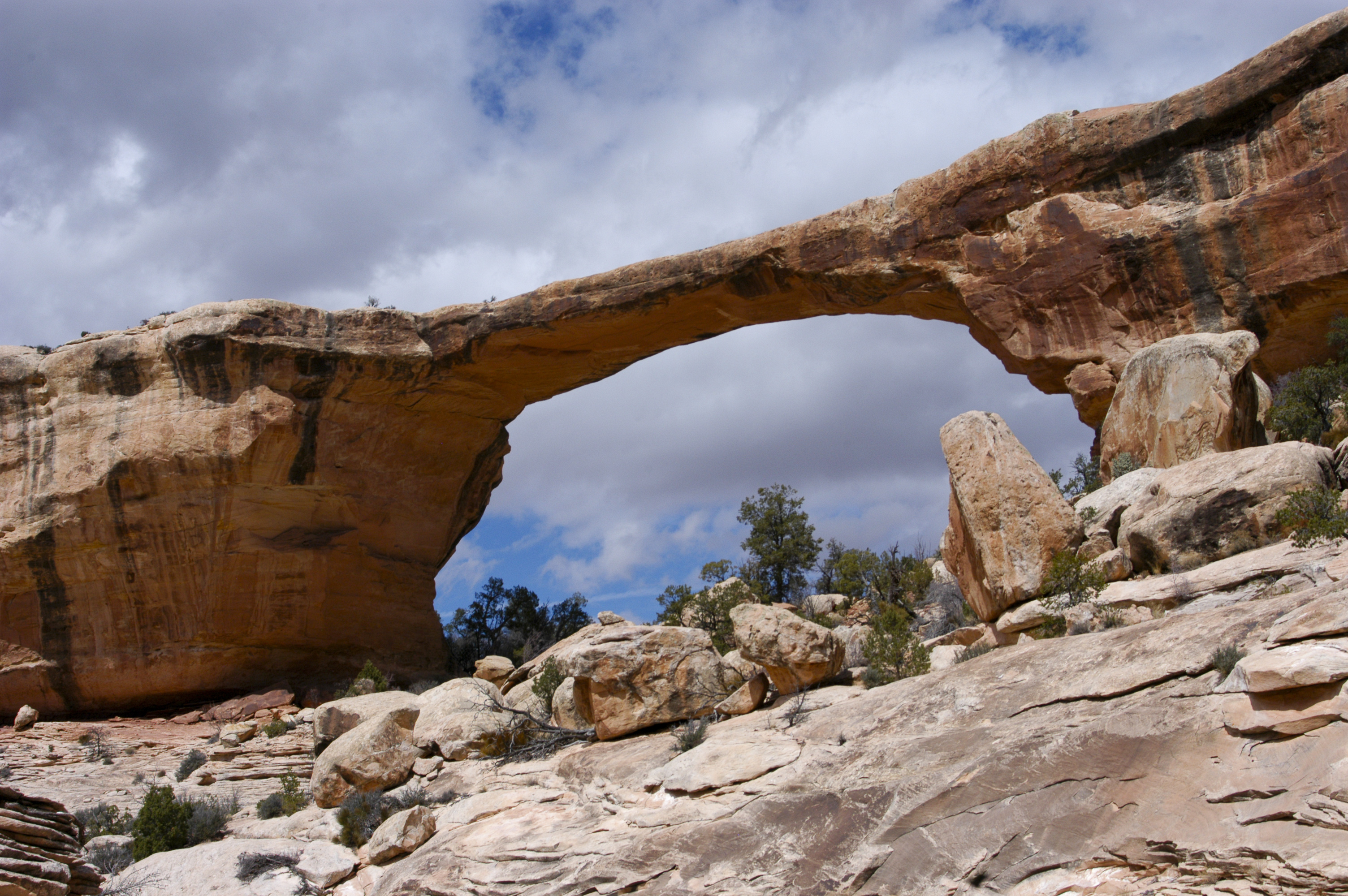

### Kachina Bridge

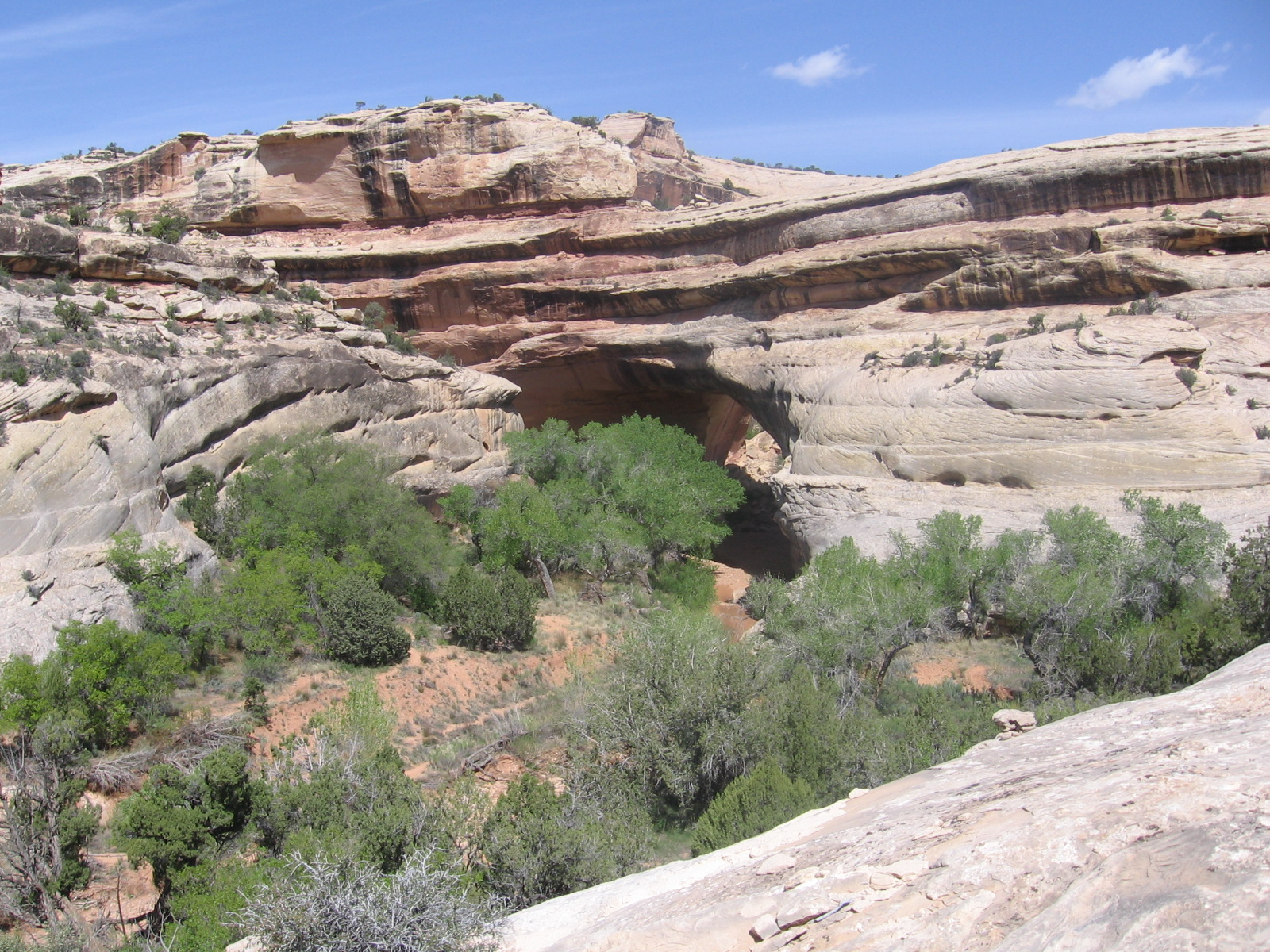
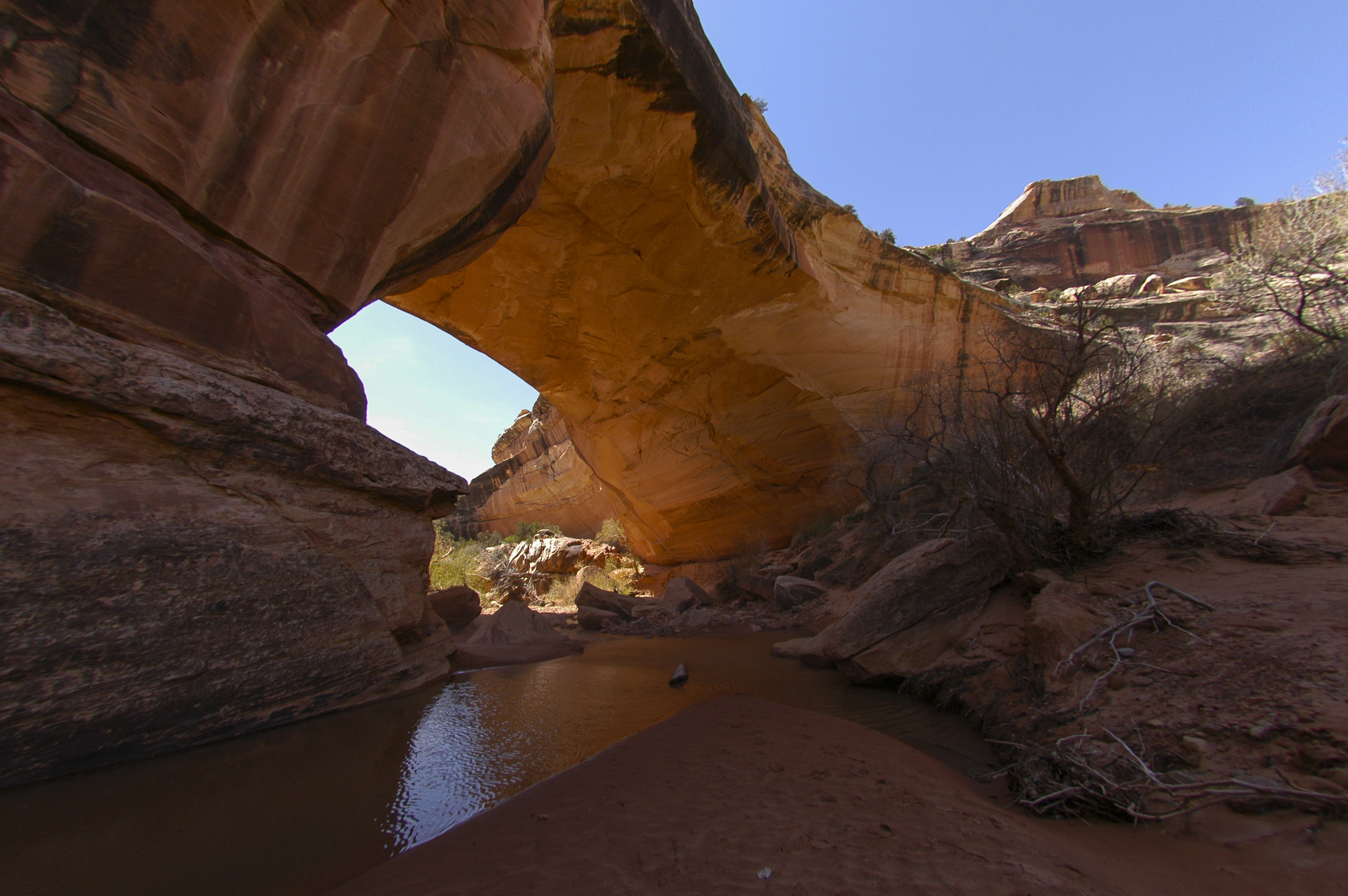
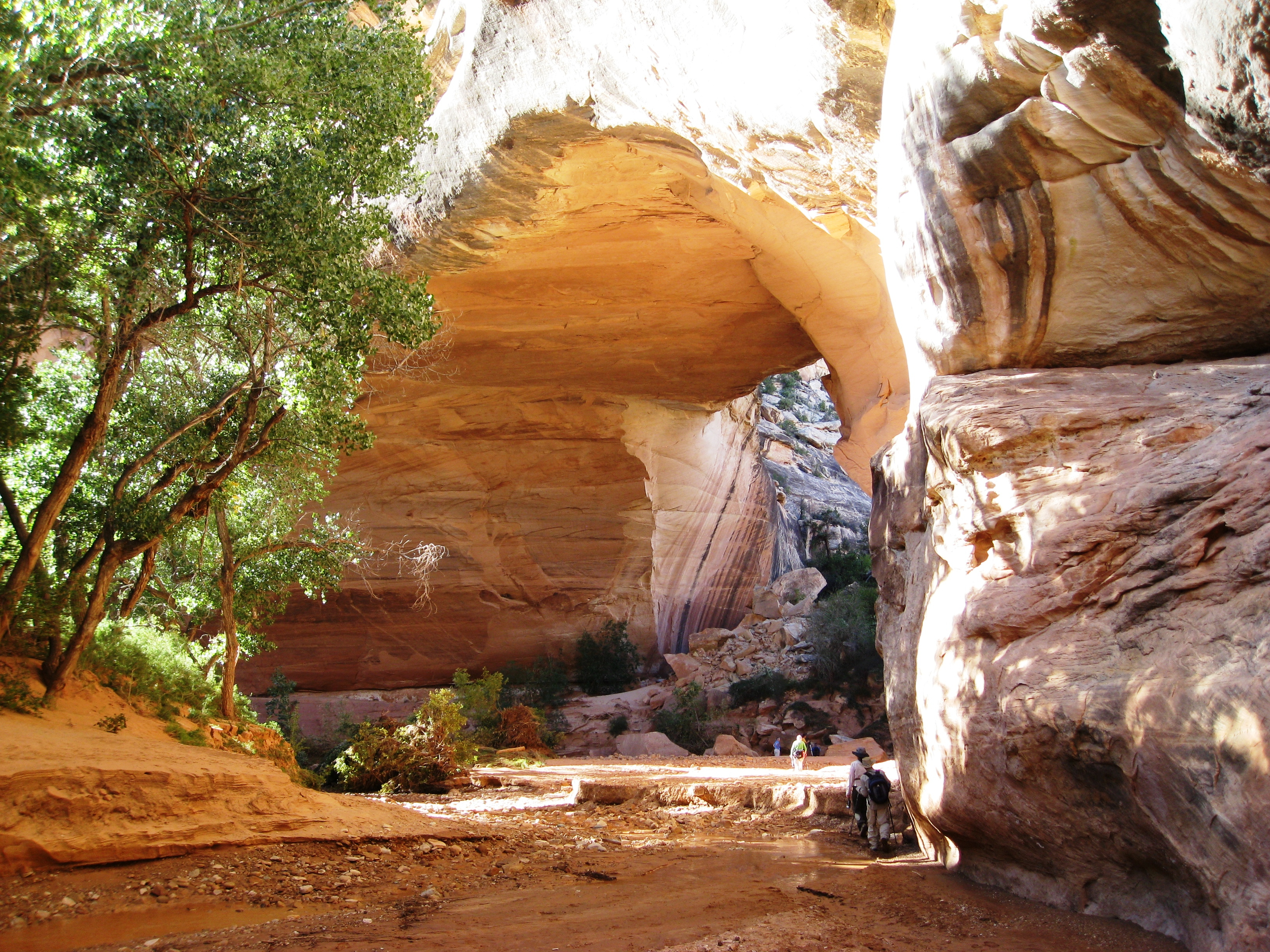
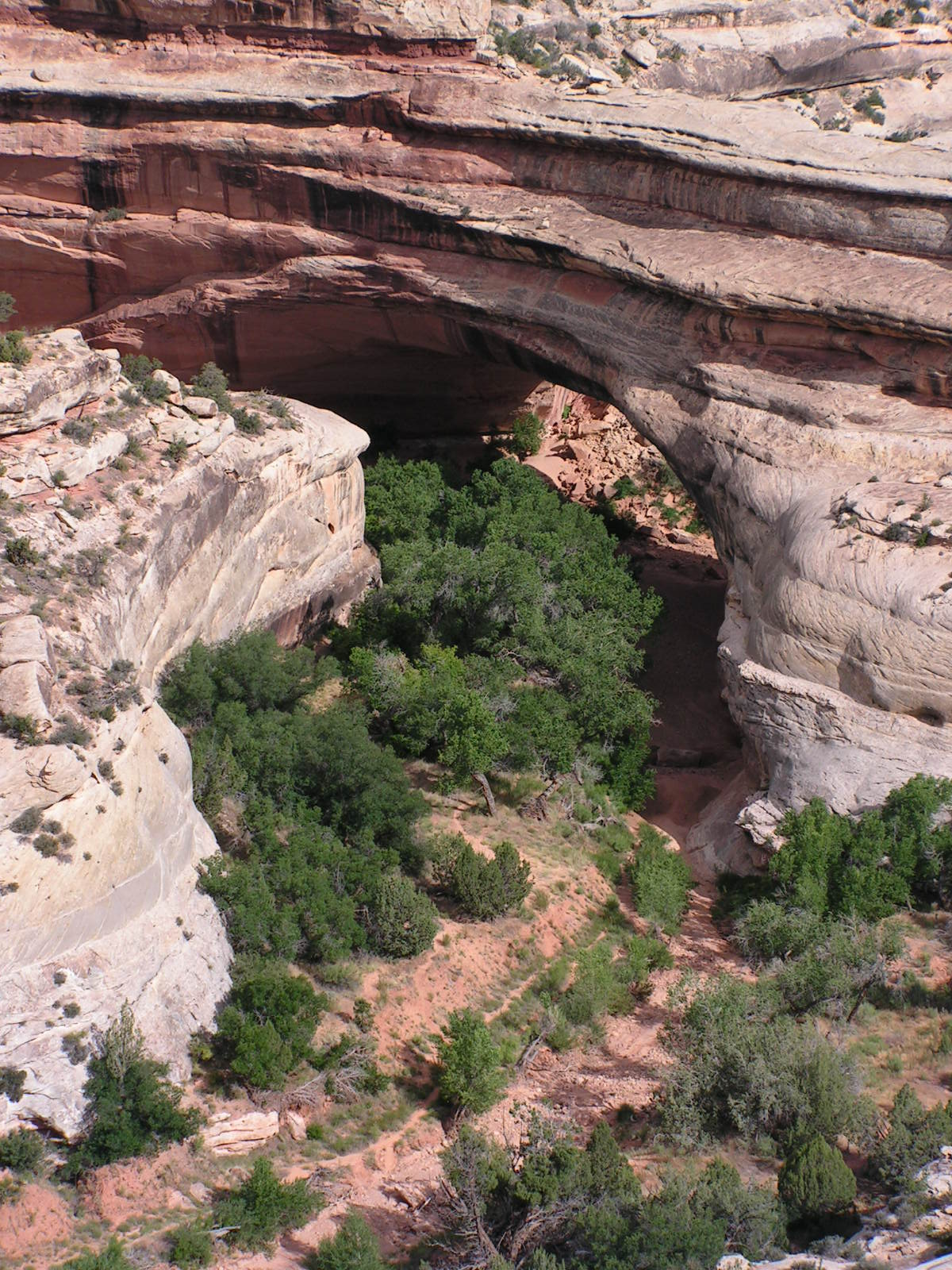

### Sipapu Bridge

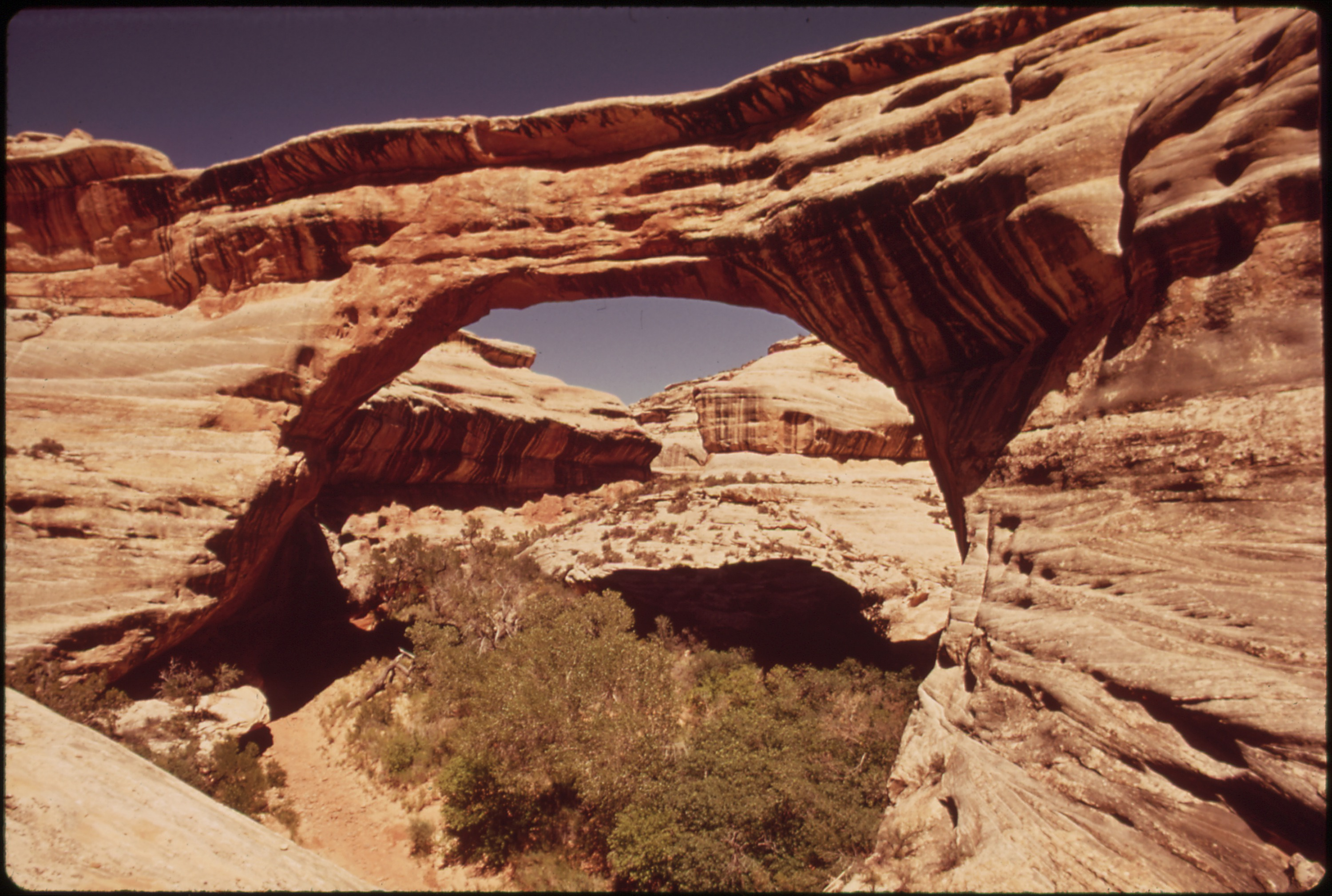
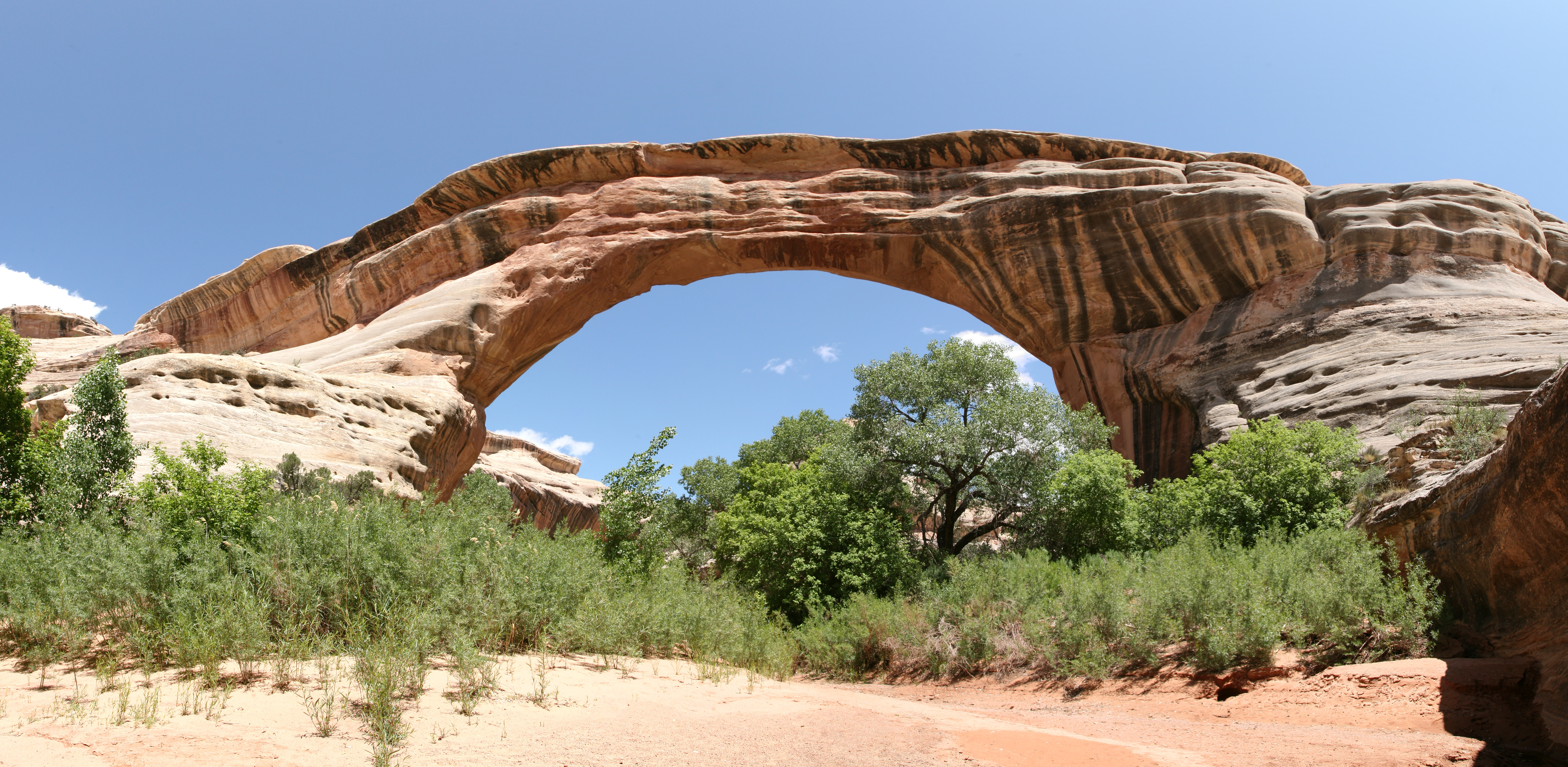
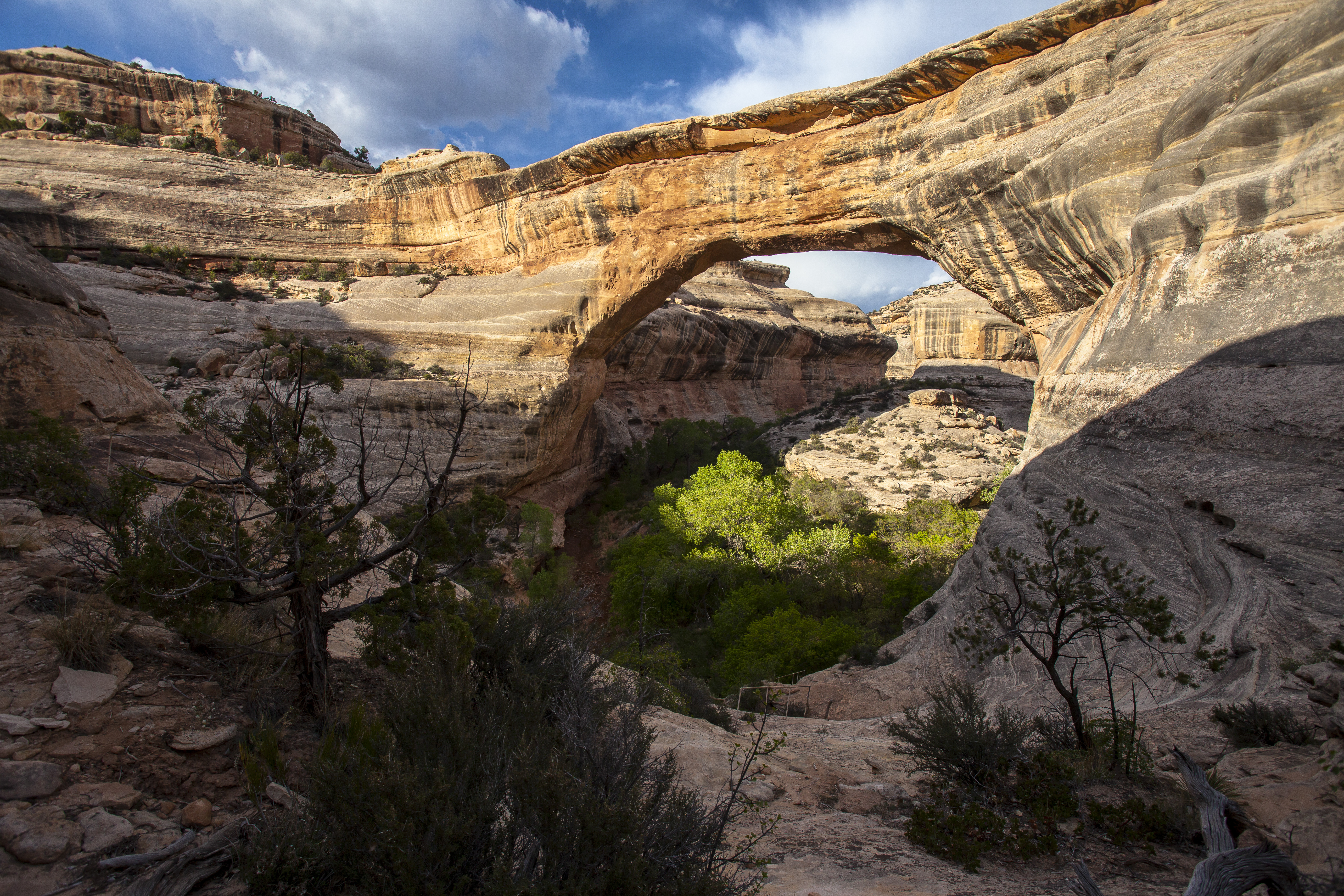
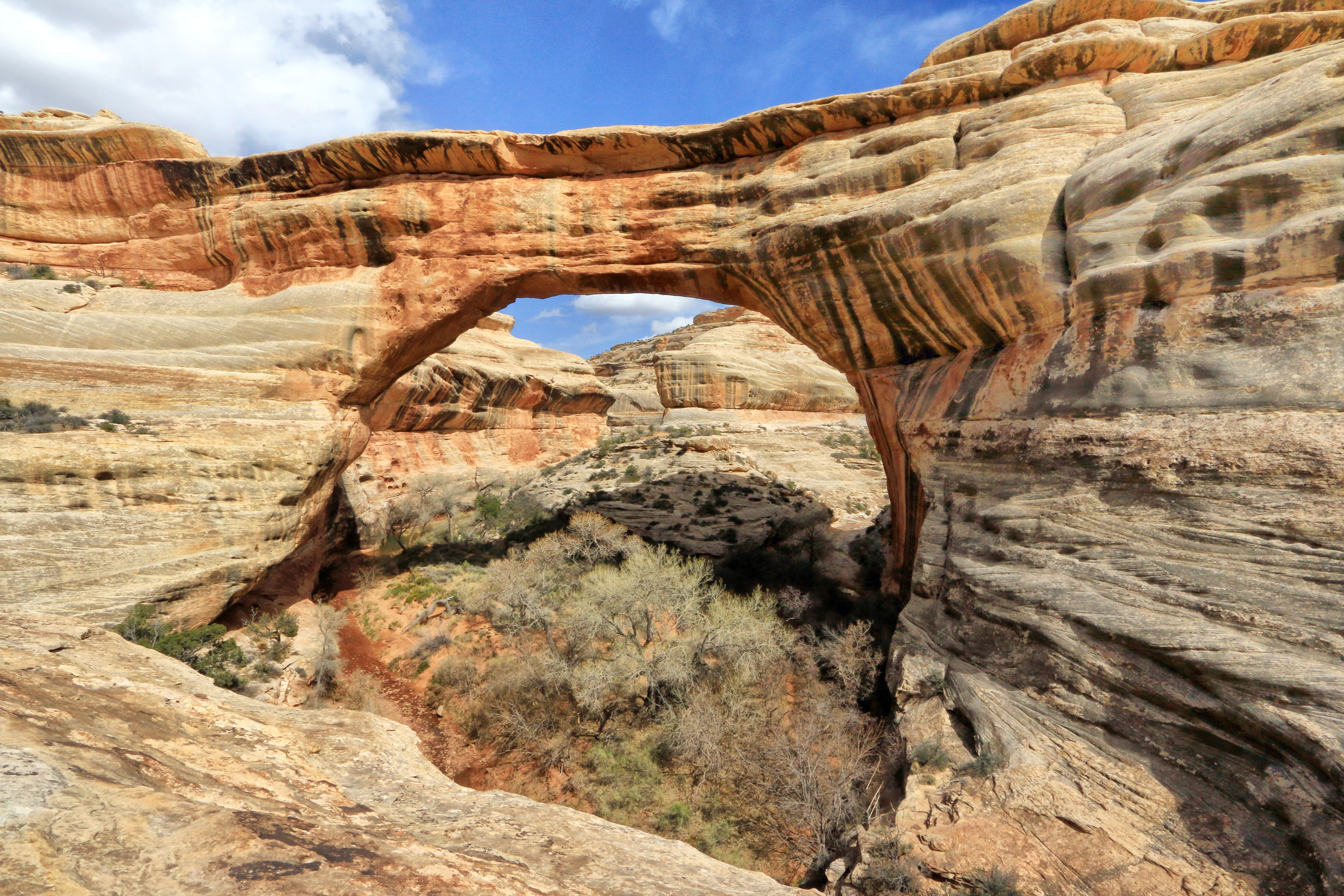

## Ponts naturels
| Arche    | Hauteur (m) | Ouverture (m) | Largeur (m) | Épaisseur (m) |
| -------- | ----------- | ------------- | ----------- | ------------- |
| Owachomo | 32          | 55            | 8           | 3             |
| Sipapu   | 43,9        | 68,6          | 9           | 16            |
| Kachina  | 64          | 58,5          | 13          | 28            |

## Écologie
Les espèces animales trouvées dans le monument national comprennent des oiseaux tels que le geai des pinèdes, le troglodyte des canyons et les dindes (qui ont été réintroduites par l’État de l’Utah sur les plateaux au-dessus du monument) et des mammifères comme les lapins, les néotomas du désert, les lynx roux, les coyotes, les ours, les cerfs mulets et les pumas.